# Dominar Você
Dominar Você é o primeiro álbum do cantor e apresentador Yudi Tamashiro. Cujo lançamento foi domingo dia 6 de setembro de 2009 no programa Eliana no SBT.
O álbum traz um ritmo mais para o Hip hop do que para o Pop, seguindo, assim, os grandes nomes do Hip hop estadunidense.
O single "Dominar Você", o primeiro do álbum, ganhou um vídeo musical.
"Esquecimento Total", foi o segundo videoclipe-single do álbum. O terceiro single, intitulado "Na Night" obteve videoclipe e foi lançado em 2011.

## Faixas
(Alinhamento de Faixas Oficial → Fonte Rádio Uol)
1. "Intro"- 1:15
2. "Dominar Você" - 3:40
3. "Na Night (Part. Diamante)" - 3:56
4. "Deixa Pra Lá"- 3:15
5. "Primeiro Amor"- 3:47
6. "Funk do Yudi" - 2:07
7. "Sua Presença"- 3:09
8. "Gueto"- 2:43
9. "A Pureza" - 2:53
10. "Bye Bye"- 2:35
11. "Bonde do Bem"- 2:44
12. "Grafite Cigano"- 3:08
13. "Skateboarding"- 2:13
14. "Dominar Você"- 3:08